# Bargemon
Ne doit pas être confondu avec Bargème.
Bargemon est une commune française située dans le département du Var en région française Provence-Alpes-Côte d'Azur.

## Géographie
Bargemon est située au pied du plateau de Canjuers, au nord de la ville de Draguignan, distante de 17 km.

### Voies de communications et transports

#### Voies routières
La commune de Bargemon est accessible par la route départementale 25, entre les villages de Callas et Le Muy, au sud, et Bargème, au nord, ainsi que par la route départementale 19 depuis Montferrat.
La sortie de l'A8 la plus proche est la no 36, qui dessert la ville du Muy.

#### Transports en commun
- Transport en Provence-Alpes-Côte d'Azur

Les transports urbains sont gérés par la Dracénie Provence Verdon agglomération (TED Bus).
Les collectivités territoriales ont mis en œuvre un « service de transports à la demande » (TAD), réseau régional Zou !.
Les lignes interurbaines :
- Lignes de transports Zou ! La Région Sud est la collectivité compétente en matière de transports non urbains, en application de la loi NOTRe (Nouvelle Organisation Territoriale de la République).

#### Lignes SNCF
La gare TGV la plus proche est celle des Arcs - Draguignan.

#### Transports aériens
Pour un accès par voie aérienne, Bargemon est à mi-chemin entre l'aéroport de Nice-Côte d'Azur et celui de Toulon-Hyères.

### Communes limitrophes
|            | Comps-sur-Artuby |          |
| Montferrat | Bargemon         | Seillans |
|            | Callas           | Claviers |

### Intercommunalité
Bargemon fait partie de la communauté de Dracénie Provence Verdon agglomération (ex-Communauté d'Agglomération Dracénoise) de 110 019 habitants en 2019, créée le 31 octobre 2000. Les 23 communes composant la communauté d'agglomération en 2019 sont (par ordre alphabétique) :
- Communes fondatrices
  - Draguignan ; Châteaudouble ; Figanières ; La Motte ; Les Arcs ; Lorgues ; Taradeau ; Trans-en-Provence
- Communes ayant adhéré ultérieurement
  - Ampus ; Bargemon ; Bargème ; Callas ; Claviers ; Comps-sur-Artuby ;  Flayosc ; La Bastide ; La Roque-Esclapon ; Le Muy ; Montferrat ; Saint-Antonin-du-Var ; Salernes ; Sillans-la-Cascade ; Vidauban

### Géologie et relief
Le point culminant de la commune est le Pierrion, à 1 087 m, au nord du village.
La route départementale 25, qui traverse la commune, passe par le col du Bel Homme.
Le 23 août 1992, un effondrement de terrain de 80 m de diamètre et 15 m de profondeur environ, s'est produit sur la commune au lieu-dit "Peyrui",.

### Sismicité
Il existe trois zones de sismicité dans le Var :
- Zone 0 : Risque négligeable. C'est le cas de bon nombre de communes du littoral varois, ainsi que d'une partie des communes du centre Var. Malgré tout, ces communes ne sont pas à l'abri d'un effet tsunami, lié à un séisme en mer.
- Zone Ia : Risque très faible. Concerne essentiellement les communes comprises dans une bande allant de la montagne Sainte-Victoire au massif de l'Esterel.
- Zone Ib : Risque faible. Ce risque, le plus élevé du département mais qui n'est pas le plus haut de l'évaluation nationale, concerne 21 communes du Nord du département.

La commune de Bargemon est en zone sismique de très faible risque « Ia ».
Le 7 avril 2014, un séisme est ressenti.

### Hydrographie et eaux souterraines
Plusieurs cours d'eau traversent la commune :
- le Riou de Claviers[11] : de 17,8 km, est un affluent de l'Endre ;
- le Beaudron[12] : cet affluent de la Nartuby, dont le cours ne traverse que la commune de Montferrat, sert partiellement de limite de commune avec Bargemon ;
- le Vallon de Duech[13] ;
- le Vallon de Carlière[14] ;
- le Vallon de l'Hubac[15] ;
- la Doux.

### Climat
Pour des articles plus généraux, voir Climat de Provence-Alpes-Côte d'Azur et Climat du Var.
En 2010, le climat de la commune est de type climat méditerranéen franc, selon une étude du Centre national de la recherche scientifique s'appuyant sur une série de données couvrant la période 1971-2000. En 2020, Météo-France publie une typologie des climats de la France métropolitaine dans laquelle la commune est exposée à un climat méditerranéen et est dans la région climatique  Var, Alpes-Maritimes, caractérisée par une pluviométrie abondante en automne et en hiver (250 à 300 mm en automne), un très bon ensoleillement en été (fraction d’insolation > 75 %), un hiver doux (8 °C) et peu de brouillards. 
Pour la période 1971-2000, la température annuelle moyenne est de 13,2 °C, avec une amplitude thermique annuelle de 16,5 °C. Le cumul annuel moyen de précipitations est de 1 044 mm, avec 6,4 jours de précipitations en janvier et 3,3 jours en juillet. Pour la période 1991-2020, la température moyenne annuelle observée sur la station météorologique de Météo-France la plus proche, « Seillans », sur la commune de Seillans à 7 km à vol d'oiseau, est de 14,8 °C et le cumul annuel moyen de précipitations est de 914,4 mm. 
La température maximale relevée sur cette station est de 39,5 °C, atteinte le 7 août 2003 ; la température minimale est de −8,6 °C, atteinte le 20 décembre 2009,,. 
Les paramètres climatiques de la commune ont été estimés pour le milieu du siècle (2041-2070) selon différents scénarios d'émission de gaz à effet de serre à partir des nouvelles projections climatiques de référence DRIAS-2020. Ils sont consultables sur un site dédié publié par Météo-France en novembre 2022.

## Urbanisme

### Typologie
Au 1er janvier 2024, Bargemon est catégorisée bourg rural, selon la nouvelle grille communale de densité à sept niveaux définie par l'Insee en 2022.
Elle appartient à l'unité urbaine de Callas, une agglomération intra-départementale regroupant trois  communes, dont elle est ville-centre,,. La commune est en outre hors attraction des villes,.

### Occupation des sols
L'occupation des sols de la commune, telle qu'elle ressort de la base de données européenne d’occupation biophysique des sols Corine Land Cover (CLC), est marquée par l'importance des forêts et milieux semi-naturels (86,1 % en 2018), en augmentation par rapport à 1990 (83,6 %). La répartition détaillée en 2018 est la suivante :
forêts (59,8 %), milieux à végétation arbustive et/ou herbacée (26,3 %), zones agricoles hétérogènes (4,4 %), zones urbanisées (3,7 %), cultures permanentes (3,5 %), prairies (2,2 %). L'évolution de l’occupation des sols de la commune et de ses infrastructures peut être observée sur les différentes représentations cartographiques du territoire : la carte de Cassini (XVIIIe siècle), la carte d'état-major (1820-1866) et les cartes ou photos aériennes de l'IGN pour la période actuelle (1950 à aujourd'hui).

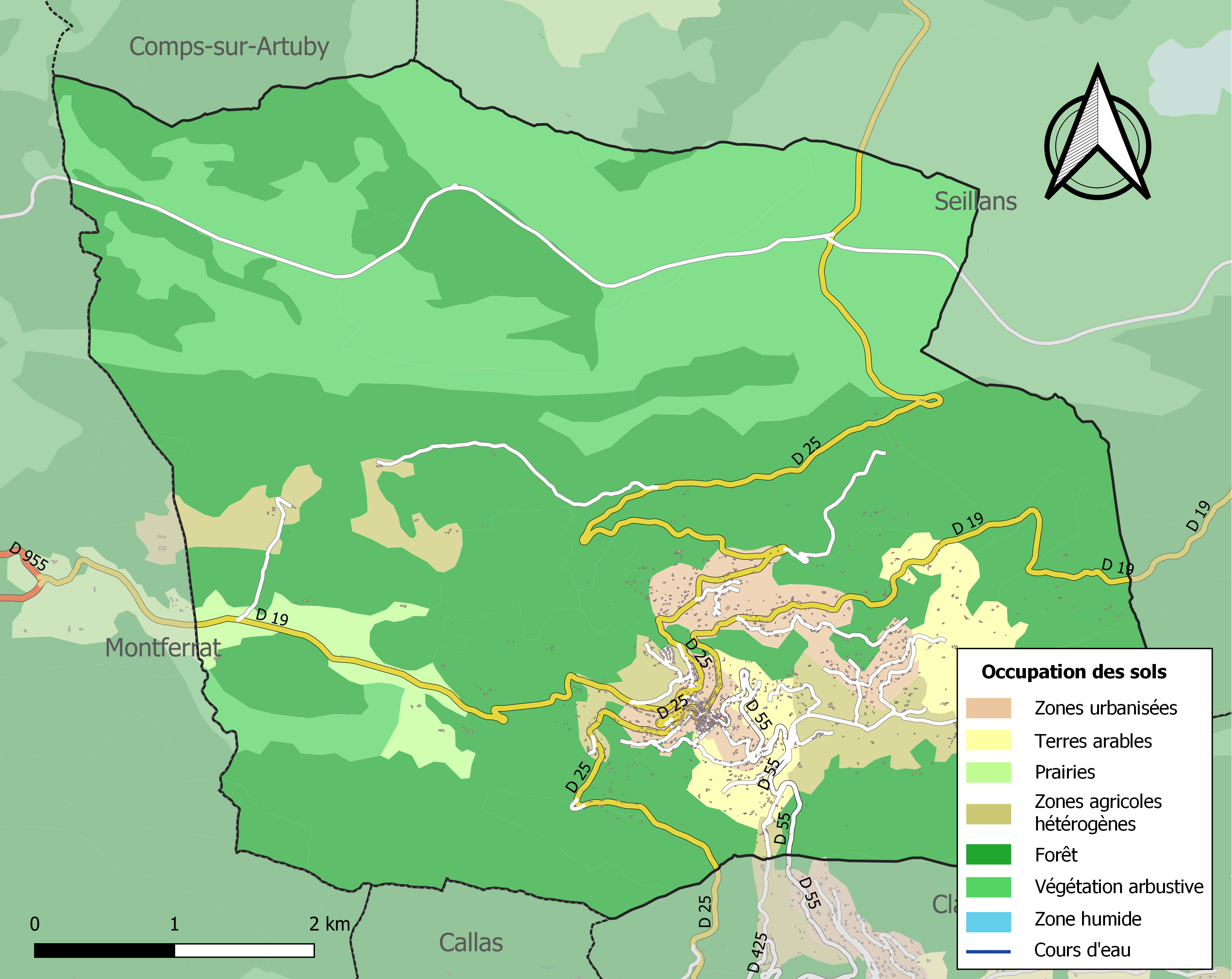
Carte des infrastructures et de l'occupation des sols de la commune en 2018 (CLC).

## Toponymie
Bargemon s'écrit Barjamon en provençal de norme classique et Barjamoun dans la norme mistralienne.[réf. nécessaire]
Le nom de la commune s'écrivait au XIXe siècle Bargemont.

## Histoire
Charles le Gros, en 885, restitua la terre de Bargemon, près Fréjus, à l'abbaye Saint-Martin d'Autun.
Jusqu’en 1075, les églises rurales Sainte-Marie de Favars et du Monastier (Sanctae Mariae in valle Vergemonis) appartenaient à l’abbaye Saint-André de Villeneuve-lès-Avignon, date à laquelle elle les cède avec les revenus afférents à l’abbaye Saint-Victor de Marseille.
Guillaume de Puget, viguier d'Avignon (1347-48), vice-sénéchal de Provence (1353), chevalier, fut coseigneur de Puget-Théniers, seigneur de Figanières, de Bargemon, Flayosc, etc. Il fut conseiller et chambellan de la reine Jeanne qu'il suivit de Provence à Naples. Il eut au moins deux fils, Guillaume et Honorat, coseigneurs de Figanières. Manuel de Puget (?-av.1384), viguier-capitaine de Nice (1374) puis viguier d'Arles (1374-1384), fut chevalier, coseigneur de Puget-Théniers et Figanières, seigneur de Bargemon ; il fut conseiller de la reine en 1350. Il fut assassiné avant le 1er août 1384 alors qu'il était viguier d'Arles, par Bertrand Sanneri d'Arles.
Le château (ou plutôt la maison seigneuriale, grande bâtisse) appartenant aux De Ricavi tout d'abord (leur nom est inscrit dès le XIe siècle au cartulaire de Saint-Victor) puis par un mariage entre la famille de Villeneuve et la famille de Ricavi en 1351 la famille de Villeneuve récupéra le château, passe ensuite à la famille de Charrin, jusqu’en 1977.

## Population et société

### Démographie

#### Évolution démographique
L'évolution du nombre d'habitants est connue à travers les recensements de la population effectués dans la commune depuis 1793. Pour les communes de moins de 10 000 habitants, une enquête de recensement portant sur toute la population est réalisée tous les cinq ans, les populations de référence des années intermédiaires étant quant à elles estimées par interpolation ou extrapolation. Pour la commune, le premier recensement exhaustif entrant dans le cadre du nouveau dispositif a été réalisé en 2006.

En 2022, la commune comptait 1 434 habitants, en évolution de +4,37 % par rapport à 2016 (Var : +4,98 %, France hors Mayotte : +2,11 %).
| 1793  | 1800  | 1806  | 1821  | 1831  | 1836  | 1841  | 1846  | 1851  |
| ----- | ----- | ----- | ----- | ----- | ----- | ----- | ----- | ----- |
| 1 675 | 1 926 | 1 851 | 1 872 | 1 891 | 1 944 | 1 903 | 1 916 | 1 813 |

| 1856  | 1861  | 1866  | 1872  | 1876  | 1881  | 1886  | 1891  | 1896  |
| ----- | ----- | ----- | ----- | ----- | ----- | ----- | ----- | ----- |
| 1 684 | 1 634 | 1 722 | 1 647 | 1 648 | 1 681 | 1 651 | 1 598 | 1 641 |

| 1901  | 1906  | 1911  | 1921  | 1926  | 1931  | 1936 | 1946 | 1954 |
| ----- | ----- | ----- | ----- | ----- | ----- | ---- | ---- | ---- |
| 1 656 | 1 634 | 1 533 | 1 071 | 1 144 | 1 012 | 878  | 853  | 952  |

| 1962 | 1968 | 1975 | 1982  | 1990  | 1999  | 2006  | 2011  | 2016  |
| ---- | ---- | ---- | ----- | ----- | ----- | ----- | ----- | ----- |
| 668  | 829  | 812  | 1 110 | 1 069 | 1 217 | 1 447 | 1 512 | 1 374 |

| 2021  | 2022  | - | - | - | - | - | - | - |
| ----- | ----- | - | - | - | - | - | - | - |
| 1 401 | 1 434 | - | - | - | - | - | - | - |

### Enseignement
Établissements d'enseignements :
- Écoles maternelle et primaire,
- Collèges à Figanières, Draguignan, Fayence…
- Lycées à Draguignan.

### Cultes
- Culte catholique, Sanctuaire Notre-Dame de Bargemon, Diocèse de Fréjus-Toulon[42].

## Politique et administration
| Période      | Période   | Identité        | Étiquette    | Qualité            |
| ------------ | --------- | --------------- | ------------ | ------------------ |
| mai 1945     | mai 1953  | Camille Aubin   | PCF          | Conseiller général |
| mai 1953     | mars 1989 | André Delpui    | SFIO puis PS | Conseiller général |
| mars 1989    | mars 2014 | Pierre Blanc    | PT           |                    |
| mars 2014    | 2020      | Yves Bacquet    | DVG          | Retraité           |
| 26 juin 2020 | En cours  | Nadine Decarlis |              | Artisan            |

### Budget et fiscalité 2020
En 2020, le budget de la commune était constitué ainsi :
- total des produits de fonctionnement : 1 189 000 €, soit 857 € par habitant ;
- total des charges de fonctionnement : 1 091 000 €, soit 786 € par habitant ;
- total des ressources d'investissement : 369 000 €, soit 266 € par habitant ;
- total des emplois d'investissement : 1 192 000 €, soit 860 € par habitant ;
- endettement : 851 000 €, soit 613 € par habitant.

Avec les taux de fiscalité suivants :
- taxe d'habitation : 9,92 % ;
- taxe foncière sur les propriétés bâties : 8,97 % ;
- taxe foncière sur les propriétés non bâties : 59,40 % ;
- taxe additionnelle à la taxe foncière sur les propriétés non bâties : 0,00 % ;
- cotisation foncière des entreprises : 0,00 %.

Chiffres clés Revenus et pauvreté des ménages en 2018 : médiane en 2018 du revenu disponible, par unité de consommation : 18 710 €.

## Économie

### Agriculture
La coopérative oléicole du Riou regroupe les producteurs de la commune.

### Commerce et artisanat
Bargemon compte de nombreux commerces, tant sur le plan alimentaire (boulangerie, boucherie, supérette...), que dans le secteur des services (banque, notaire, coiffeur, institut de beauté...).
Des artisans liés au BTP ainsi qu'un garagiste sont présents à Bargemon. Des artisans d'art sont également installés sur la commune (artiste peintre, potier, galeriste).

### Industrie
Autrefois, Bargemon comptait des ateliers de cordonnerie très réputés.

### Tourisme
La commune bénéficie de sa proximité avec les gorges du Verdon et le lac de Sainte-Croix. L'hébergement proposé se fait essentiellement par le biais de chambres d'hôtes et d'appartements meublés.

## Culture locale et patrimoine

### Lieux et monuments

#### Lieux religieux
Le village de Bargemon est le lieu d'une apparition de la Sainte Vierge à Élizabeth, épouse de Jean Caille, depuis longtemps malade (fièvre, nerfs, épilepsie) et qui fut complètement guérie. C'était le 17 mars 1635.
Une petite communauté religieuse, le couvent des Petites Sœurs du Bon Pasteur, y a été fondée par l'Institut du Bon-Pasteur, le 8 septembre 2008, sur la commune de Bargemon, avec l'approbation de l'évêque du diocèse de Fréjus-Toulon, Mgr Rey.
- Église paroissiale Saint-Étienne[50]. La cloche qu'il abrite actuellement date de 1937[51].
- Ancienne chapelle Saint-Étienne : il s'agit de la chapelle de la confrérie des pénitents noirs, jusqu'en 1912. Elle abrite depuis 1994 le musée Camos[52], nom du célèbre peintre provençal Honoré Camos.
- Chapelle de Montaigu[53] : chapelle de la confrérie des pénitents blancs, depuis sa construction en 1609, elle portait le nom de chapelle de l'Annonciade, jusqu'en 1635. Elle prit, alors, le nom de Notre-Dame-de-Montaigu, en hommage à la statuette « miraculeuse » de la Vierge, ramenée de Montaigu, en Belgique.
- Église Notre-Dame de Favas.

#### Lieux civils
- Les remparts, du XIe siècle.
- La porte de l'ancienne prison datant de 1582.
- La porte du château[54].
- La porte de la tour de l'horloge et sa cloche[55].
- La porte du clos.
- La fontaine Philippe Chauvier[56].
- La fontaine de la place de la Mairie[57],[58].
- La fontaine de la poissonnerie[59].
- La fontaine de Couchoire[60].
- Le lavoir Couchoire[61].
- Le monument aux morts. Conflits commémorés : guerre de 1914-1918[62],[63],[64],[65].
- Le château du Reclos.
- Le moulin à huile[66].

#### Musées
La commune possède quatre musées, ce qui est considérable compte tenu de sa taille :
- Le musée Honoré-Camos : lieu qui retrace l'histoire du village et qui a vocation d'être également une galerie d'Art
- Le musée des machines à écrire
- Le musée des fossiles et des minéraux
- Un musée unique au monde : ouvert en 2017, le musée du garde champêtre, où des milliers d'objets liés à ce métier sont exposés : des plus anciens aux plus modernes.

### Personnalités liées à la commune
- Louis Moréri, érudit né à Bargemon le 25 mars 1643.
- Barthélémy-Joseph de Villeneuve-Bargemon (6 juin 1720 à Bargemon - 30 novembre 1795 à Marseille), ecclésiastique, député aux États généraux de 1789.
- Christophe de Villeneuve-Bargemon, préfet et conseiller d'État.
- Jean-Baptiste de Villeneuve-Bargemon, officier de marine et homme politique
- Joseph de Villeneuve-Bargemon (1782-1869), haut fonctionnaire et homme politique
- Honoré Camos (1906-1991), artiste peintre provençal et résident de Bargemon[68]

### Héraldique
| Blason de Bargemon | Blason  | De gueules au bélier arrêté d'argent, la tête du bélier surmontée d'une couronne d'or, surmonté de trois étoiles du même rangées en chef. |
| Blason de Bargemon | Détails | Le statut officiel du blason reste à déterminer.                                                                                          |
| Blason de Bargemon | Alias   | De pourpre au bélier d'argent surmonté de trois étoiles d'or rangées en chef. (selon la Banque du blason, et Louis De Bresc)              |

## Vie locale

### Santé
Des professionnels de santé sont installés à Bargemon :
- 1 kinésithérapeute
- 1 pharmacie
- 1 cabinet d'infirmier

Par contre, aucun hôpital n'est présent sur la commune. L'hôpital le plus proche est le Centre hospitalier de la Dracénie et se trouve à Draguignan, à 17 km,. Il dispose d'équipes médicales dans la plupart des disciplines : pôles médico-technique ; santé mentale ; cancérologie ; gériatrie ; femme-mère-enfant ; médecine-urgences ; interventionnel.